# Parco nazionale delle sabbie bianche
Il parco nazionale delle sabbie bianche (in inglese White Sands National Park) è un parco nazionale statunitense situato nello stato del Nuovo Messico. Completamente circondato dal poligono di missili delle sabbie bianche, il parco si estende per 589,9 km² nel bacino di Tularosa e include la parte meridionale di un campo di dune sabbiose bianche (il 41%) composto da cristalli di gesso e vasto 710 km². Questo campo di dune di gesso è il più vasto del suo genere sulla Terra, con una profondità di circa 9,1 m e dune alte fino a 18 m e circa 4,5 miliardi di tonnellate di sabbia di gesso.
Circa 12 000 anni fa, il bacino di Tularosa era caratterizzata da grandi laghi, corsi d'acqua, praterie e brulicava di mammiferi vissuti durante l'ultima era glaciale. Quando le temperature risalirono, la pioggia e lo scioglimento della neve sciolsero il gesso dalle montagne circostanti e lo trasportarono nel bacino. Un ulteriore aumento delle temperature e fase di prosciugamento causarono l'evaporazione dei laghi e la formazione di cristalli di selenite. I forti venti in zona sfaldarono gradualmente i cristalli e li trasportarono verso est, un processo questo che continua tuttora e che comporta la creazione di vaste distese di sabbie gessose.
Migliaia di specie animali vivono nel parco, di cui una gran parte appartiene agli invertebrati. Adattandosi all'ambiente, svariate specie presentano una colorazione tendente al bianco o al grigio chiaro. Almeno quarantacinque di esse sono endemiche, ossia vivono solo in questo parco, e di queste una quarantina appartengono alla famiglia delle falene. Il bacino di Tularosa cominciò ad essere abitato da comunità umane, in particolare i paleoamericani, a partire da 12 000 anni fa; tali popolazioni vivevano dedicandosi all'agricoltura, alla zootecnia. Con l'arrivo degli europei millenni più tardi, ha cominciato ad attrarre interesse la ricerca di metalli preziosi nelle miniere locali.
Il parco nazionale delle sabbie bianche fu originariamente designato Monumento nazionale il 18 gennaio 1933 dal presidente Herbert Hoover. Dal 1941, il parco è stato completamente circondato dalle installazioni militari del poligono missilistico delle sabbie bianche e base militare dell'aeronautica di Holloman. Fu ridesignato come parco nazionale dal Congresso degli Stati Uniti e il provvedimento fu convertito in legge dal presidente Donald Trump il 20 dicembre 2019. Si tratta dell'area protetta gestita dal National Park Service più visitato nel Nuovo Messico, con circa 600 000 visitatori ogni anno. Il parco consente l'accesso tramite automobili tramite una strada che conduce dal centro visitatori al cuore della zona dalla dune, ed è inoltre possibile sostare in aree picnic o di campeggio, dei sentieri escursionistici curati e delle località dove procedere con le slitte sulle dune. Le visite possono essere guidate dai guardaparchi, mentre le escursioni in maniera autonoma lungo i sentieri del parco sono consentite in vari periodi e mesi durante l'anno.

## Descrizione

### Geografia fisica

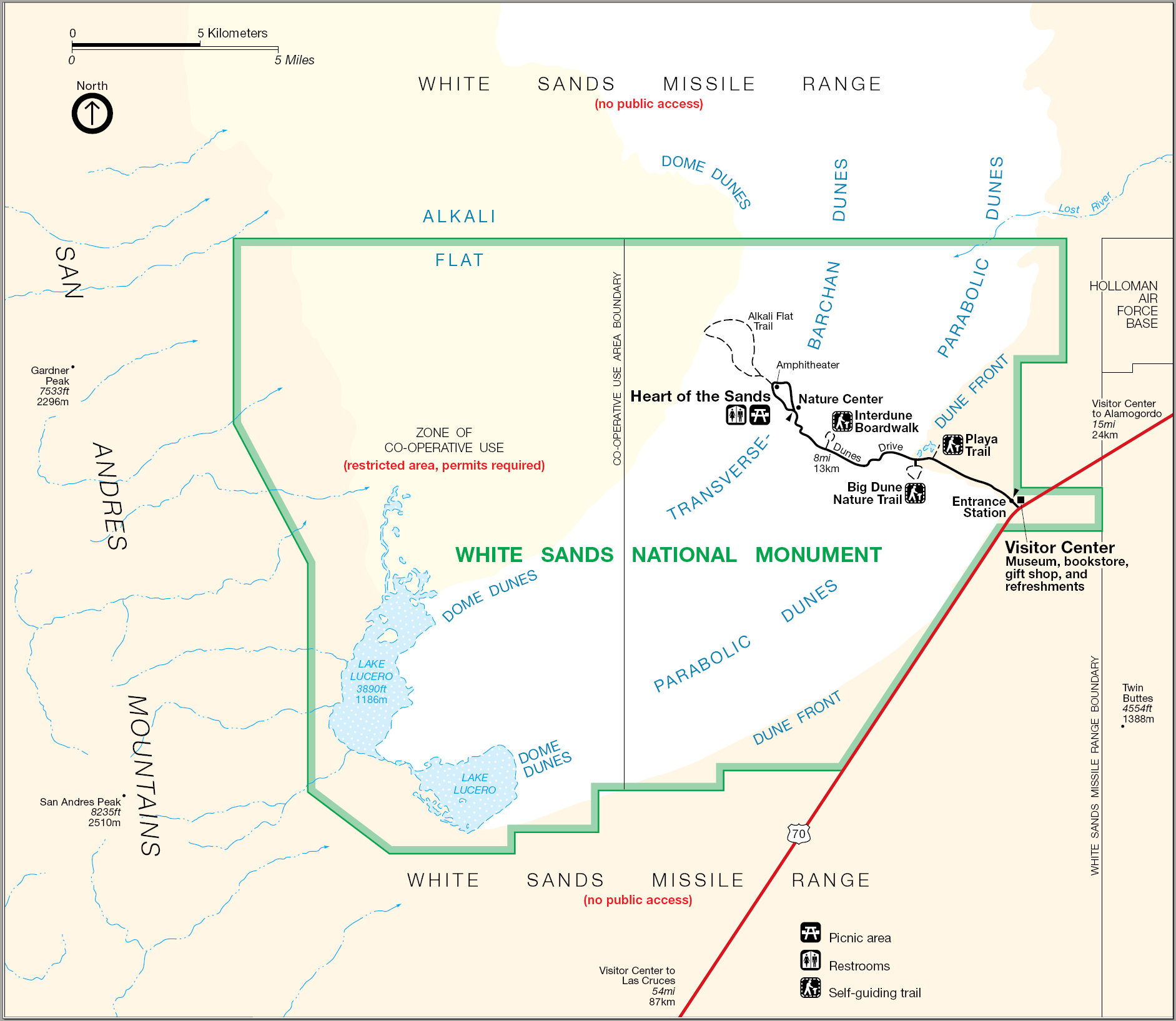
Cartina del parco e parte del poligono missilistico delle sabbie bianche prima della designazione del parco nazionale

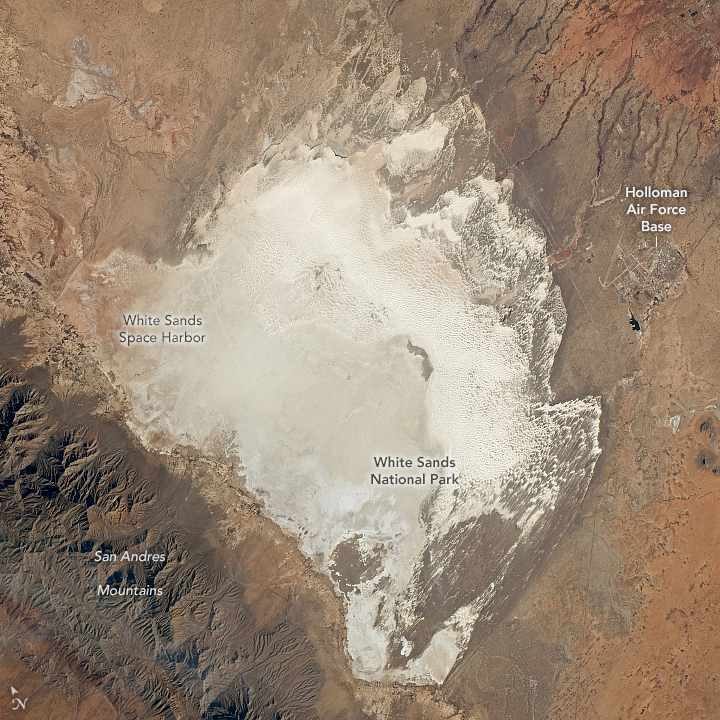
Fotomappa fotografica delle sabbie bianche nel Nuovo Messico, 26 dicembre 2022. Foto scattata dalla Stazione spaziale internazionale

Il parco nazionale delle sabbie bianche si trova nella parte meridionale del Nuovo Messico, negli Stati Uniti, sul lato settentrionale della U.S. Route 70 e a circa 24 km a sud-ovest di Alamogordo, oltre che 84 km a nord-est di Las Cruces, nella parte occidentale della contea di Otero e nella parte nord-orientale della contea di Doña Ana. L'aeroporto commerciale più vicino corrisponde a El Paso, distante circa 137 km. Il parco è situato nel bacino di Tularosa con altitudini che vanno da 1 185 m a ridosso del lago Lucero ai 1 255 m presso un antico avamposto militare chiamato NE 30.
La principale peculiarità di tale parco riguarda il campo di dune di sabbia bianca composto da cristalli di gesso, il complesso più vasto del suo genere sulla Terra. Il parco tutela 300 km² dei 710 circa del campo di dune, ossia circa il 42%, mentre i rimanenti 410 km² si sviluppano a nord all'interno del poligono missilistico delle sabbie bianche. La profondità della sabbia di gesso nell'intero campo è di circa 9,1 m sotto la superficie interdunale, mentre i rilievi più alti raggiungono i quasi 18 m. Circa 4,1 miliardi di tonnellate di sabbia di gesso occupano il campo di dune, formatosi tra i 10 000 e i 7 000 anni fa.
La superficie totale del parco è pari a 601,3 km², in cui vi rientrano 19,6 km² aggiunti nel 2019 quando la designazione del parco nazionale ne ha modificato i confini vicino al poligono missilistico. Quest'ultimo lambisce il parco su ogni lato, con un'area comune designata nella sezione occidentale del parco dove l'accesso pubblico è consentito solo tramite permesso. I maggiori ingressi si concentrano presso Alkali Flat, nel quadrante nord-occidentale del parco, così come vicino al lago Lucero e al quadrante sud-occidentale. I monti San Andres si innalzano oltre il confine occidentale del parco, mentre la base aerea di Holloman si trova a breve distanza a est. Una formazione rocciosa chiamata Twin Buttes si trova a sud su un territorio amministrato dall'Ufficio per la gestione del territorio.

### Geologia

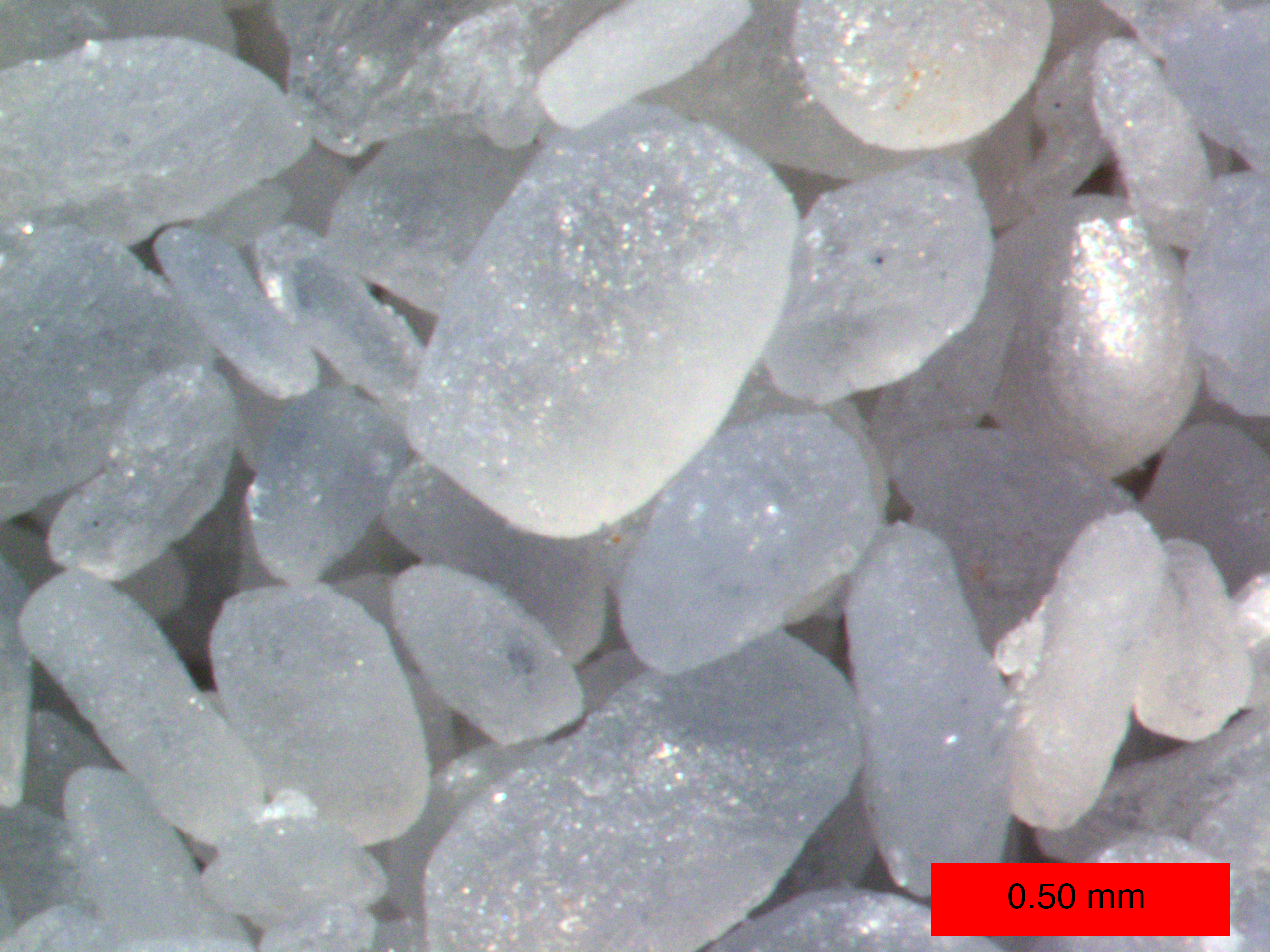
Sabbia di gesso

Durante il Permiano, dei mari poco profondi ricoprivano l'area che oggi forma la zona protetta. Quando iniziarono a inaridirsi, rimase il solfato di calcio e la successiva attività tettonica sollevò le aree del fondale marino ricco di gesso per formare parte dei monti San Andres e Sacramento. Nel tempo, la pioggia dissolse il gesso solubile nelle montagne e i fiumi lo trasportarono nel bacino di Tularosa, che non ha sbocchi sul mare. L'acqua intrappolata sprofondò nel terreno o formò pozze poco profonde che successivamente si seccarono, lasciando il gesso in superficie in una forma cristallina chiamata selenite. Le acque sotterranee che fuoriescono dal bacino di Tularosa scorrono verso sud nel bacino di Hueco. Durante l'ultima era glaciale, uno specchio d'acqua vasto 4 144 km² e chiamato lago Otero ricopriva gran parte del bacino. Quando si prosciugò, rimase una grande area piatta di cristalli di selenite, battezzata con il nome di Alkali Flat.
Il lago Lucero costituisce il fondale di uno specchio d'acqua asciutto nell'angolo sud-occidentale del parco, in uno dei punti più bassi del bacino. La pioggia e lo scioglimento delle nevi dalle montagne circostanti, unite alla risalita dalle falde acquifere profonde all'interno del bacino, riempiono periodicamente il lago Lucero con acqua contenente gesso disciolto. Quando è pieno, il lago si sviluppa per circa 26 km² a una profondità di 0,61-0,91 m. Quando l'acqua evapora, piccoli cristalli di selenite grossi intorno ai 2,5 cm di diametro si formano sulla superficie del lago. La maggior parte della formazione di cristalli avviene quando, con un ritmo di ogni dieci-quattordici anni, grandi inondazioni concentrano l'acqua mineralizzata. Il vento e l'acqua scompongono i cristalli in particelle progressivamente più piccole, fino a trasformarli in granelli di sabbia bianca di gesso.

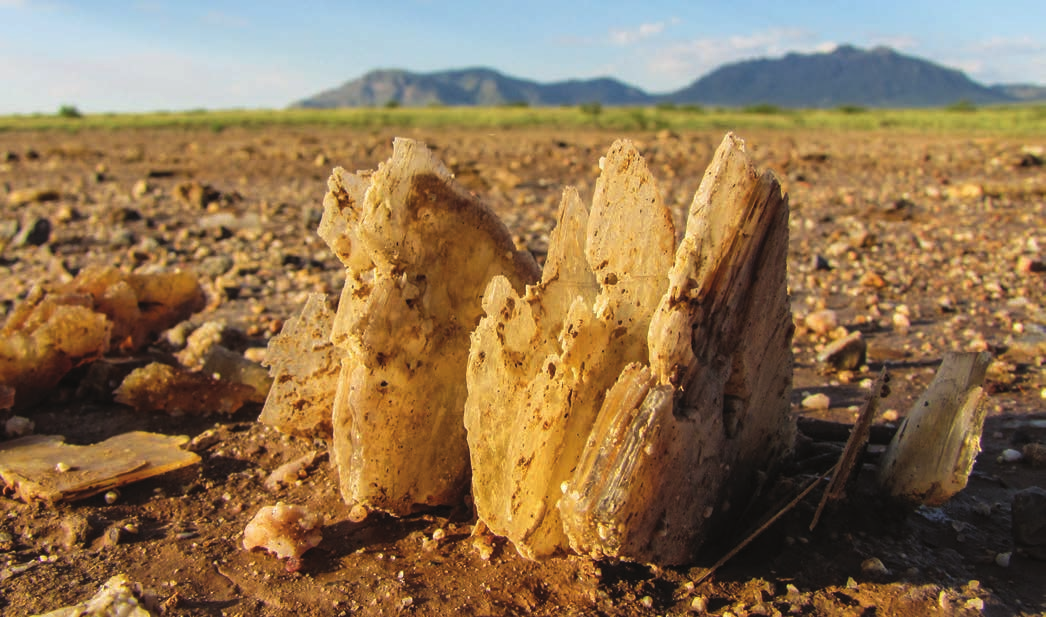
Cristallo di selenite nel parco

Il terreno nell'Alkali Flat e lungo la riva del lago Lucero è ricoperto anche da cristalli di selenite che misurano fino a 0,9 m di lunghezza. La degradazione meteorica e l'erosione gradualmente scompongono i cristalli in granelli delle dimensioni della sabbia che vengono trasportati via dai venti prevalenti da sud-ovest, formando le dune bianche. Le dune cambiano costantemente forma e si muovono lentamente sottovento. Poiché il gesso è solubile in acqua, la sabbia che compone le dune può polverizzarsi e cementarsi dopo la pioggia, formando uno strato di sabbia più solido che aumenta la resistenza al vento delle dune. Quest'accresciuta resistenza non impedisce alle dune di coprire rapidamente le piante sul loro cammino. Alcune specie di piante possono crescere abbastanza velocemente da evitare di essere sepolte dalle dune, mentre altre sfruttano strategie di sopravvivenza come la presenza di formazioni sabbiose o rocciose lievemente rialzate, attorno a cui le radici riescono a conferire stabilità alla pianta in mezzo alle dune in movimento.

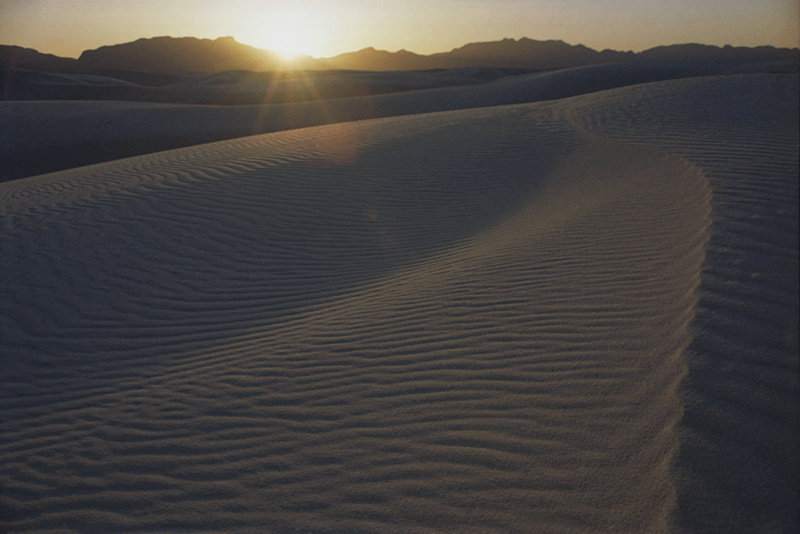
Dune paraboliche al tramonto

La regione delle sabbie ospita varie forme di dune, di cui quelle a cupola si trovano lungo i margini sud-occidentali del campo, quelle trasversali e barcane dune al centro del campo e dune paraboliche lungo i margini settentrionale, meridionale e nord-orientale. Gli scienziati hanno esaminato una striscia di dune lunga 15 km con il laser, installando poi dei pozzi d'acqua poco profondi nel campo dunale ed esaminando le caratteristiche dell'acqua sottostante e i millenni trascorsi in quel punto. Inoltre, sono stati esaminati centinaia di migliaia di singoli granelli di sabbia per ogni duna nel perimetro, utilizzando i satelliti per constatare dei cambiamenti di temperatura e di umidità durante l'anno.
Verso il lato occidentale della regione, le dune superano in termini di altezza i 15 m e diventano progressivamente più piccole verso il bordo orientale, fino a interrompersi bruscamente al confine orientale. In tutte le dune, l'acqua si trova a un metro dalla superficie ed è assai salata, ma è verso il bordo occidentale del campo che il liquido fa registrare una salinità e un'età maggiore. Anche la profondità delle falde acquifere varia dagli 1,5 m sotto la superficie all'estremità orientale ai solo 0,3-0,6 m all'estremità occidentale dell'area. Le dune all'estremità occidentale hanno pochissima vegetazione e la loro morfologia subisce modifiche con estrema rapidità, mentre quelle all'estremità orientale hanno un processo più lento e vi si rintracciano numerose specie vegetali. Verso il limite occidentale, i granelli di sabbia si fanno più grandi e hanno forme diverse, mentre sul bordo orientale sono tutti molto piccoli e rotondi. Il campo di ghiaccio è molto più fresco e umido dei terreni desertici caldi e secchi circostanti in base alle immagini satellitari. Utilizzando la tecnologia della scansione laser, gli scienziati hanno scoperto sotto le dune quelle che sembrano essere antiche rive di laghi. In ognuna di queste vecchie terrazze lacustri, il movimento delle dune e il genere di dune cambiano in maniera netta.

## Storia

### Nativi americani

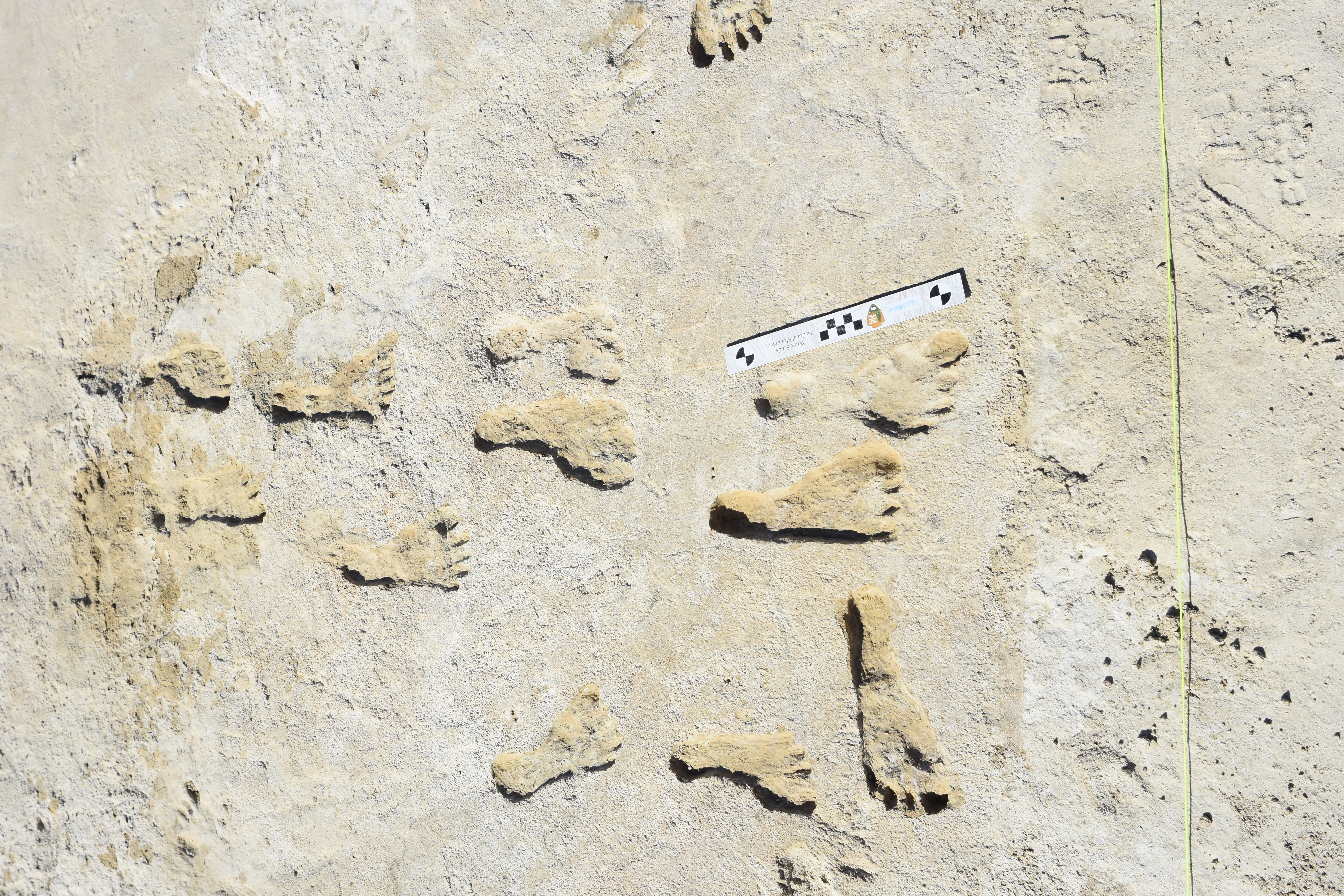
Alcune delle impronte fossili nelle sabbie bianche

Presso le sabbie bianche di un grande lago secco nel bacino di Tularosa, sono state trovate le impronte umane potenzialmente più antiche conosciute in Nord America dai ricercatori che hanno identificato circa sessanta impronte fossilizzate sepolte sotto strati di terreno gessoso. Secondo l'U.S. Geological Survey, numerose impronte umane sono vincolate stratigraficamente e racchiuse da strati contenenti semi di Ruppia cirrhosa risalenti, secondo quanto dedotto dopo aver applicato il metodo del carbonio-14, tra i 23 000 e i 21 000 anni fa. Gli studiosi concordano all'unanimità che l'uomo arrivò in Nord America tra i 16 000 e i 13 000 anni fa. In un primo momento, queste stime sono state messe in discussione da altri autori, i quali hanno suggerito che la datazione potrebbe essere potenzialmente errata, a causa del fatto che la Ruppia cirrhosa assorbe il carbonio dall'acqua in cui cresce anziché dall'aria, circostanza che potrebbe introdurre un errore sistematico facendo sembrare i semi più vecchi di quanto non siano in realtà. Tuttavia, la data è stata successivamente avvalorata da una serie di metodi, tra cui la datazione con il carbonio-14 del polline e la datazione tramite luminescenza otticamente stimolata dei frammenti di quarzo all'interno degli strati delle impronte. Sono note altre tracce di megafauna estinta, tra cui i bradipi terricoli (probabilmente dei Nothrotheriops shastensis o dei Paramylodon) e i mammut colombiani, che a quanto pare convissero in contemporanea con le impronte umane.
I paleoamericani abitavano la costa del lago Otero, un grande specchio d'acqua che si sviluppava per gran parte del bacino di Tularosa. Gli abitanti della regione utilizzavano la pietra delle montagne per creare delle punte di proiettili, note come punte di tipo Folsom e Plano, e le congiungevano alle lance per cacciare mammut, cammelli, bradipi terricoli e bisonti. Delle punte di proiettili e utensili in pietra sono state trovate nel bacino associato ad antiche coste, corsi d'acqua e colline. Mentre la grande calotta glaciale che ricopriva il continente nordamericano si ritirava, il lago Otero iniziò a evaporare, finendo per scomparire del tutto e lasciando una sezione nota come lago Lucero. La prateria pian piano si inaridì del tutto e il bacino si trasformò in una zona desertica. La megafauna scomparve dal bacino, ma sono sopravvissute fino ai giorni nostri diverse impronte fossili.
Durante il periodo arcaico, ovvero tra 8 000 e 1 000 a.C., migliorò il livello di qualità delle lance scagliate dai paleoamericani con l'invenzione dell'atlatl. Dopo che il lago Otero si prosciugò, il vento trasportò grandi quantità di sabbia di gesso dal fondo del bacino che si accumulò in un grande campo di dune. Le popolazioni arcaiche giunsero nel bacino di Tularosa circa 4 000 anni fa, dopo che le dune avevano assunto una conformazione più stabile, probabilmente attratte da un'erba cereale chiamata gramigna del deserto (Oryzopsis hymenoides). I più antichi segni di coltivazione di campi risalgono a tale periodo. Dovendosi preoccupare di curarli, molte persone iniziarono ad aggregarsi in piccoli villaggi in maniera sedentaria. I resti dei focolari individuati nella regione delle dune contengono a carbone e cenere. Quando il gesso viene riscaldato intorno ai 150 gradi centigradi si trasforma in anidrite che si indurisce quando aumenta l'umidità e successivamente evapora. L'anidrite ha solidificato questi focolari, preservandoli per migliaia di anni.
Le tribù jornada legate alla cultura di Mogollon realizzavano ceramiche, adottavano uno stile di vita stanziale e coltivavano a ridosso del bacino di Tularosa. Mentre le prove della loro presenza risalgono al massimo al 200 d.C. circa, si presuppone che i jornada abitarono il bacino fin quasi al 1350 d.C., quando se ne andarono lasciandosi alle spalle delle strutture in adobe e dei frammenti di ceramica.

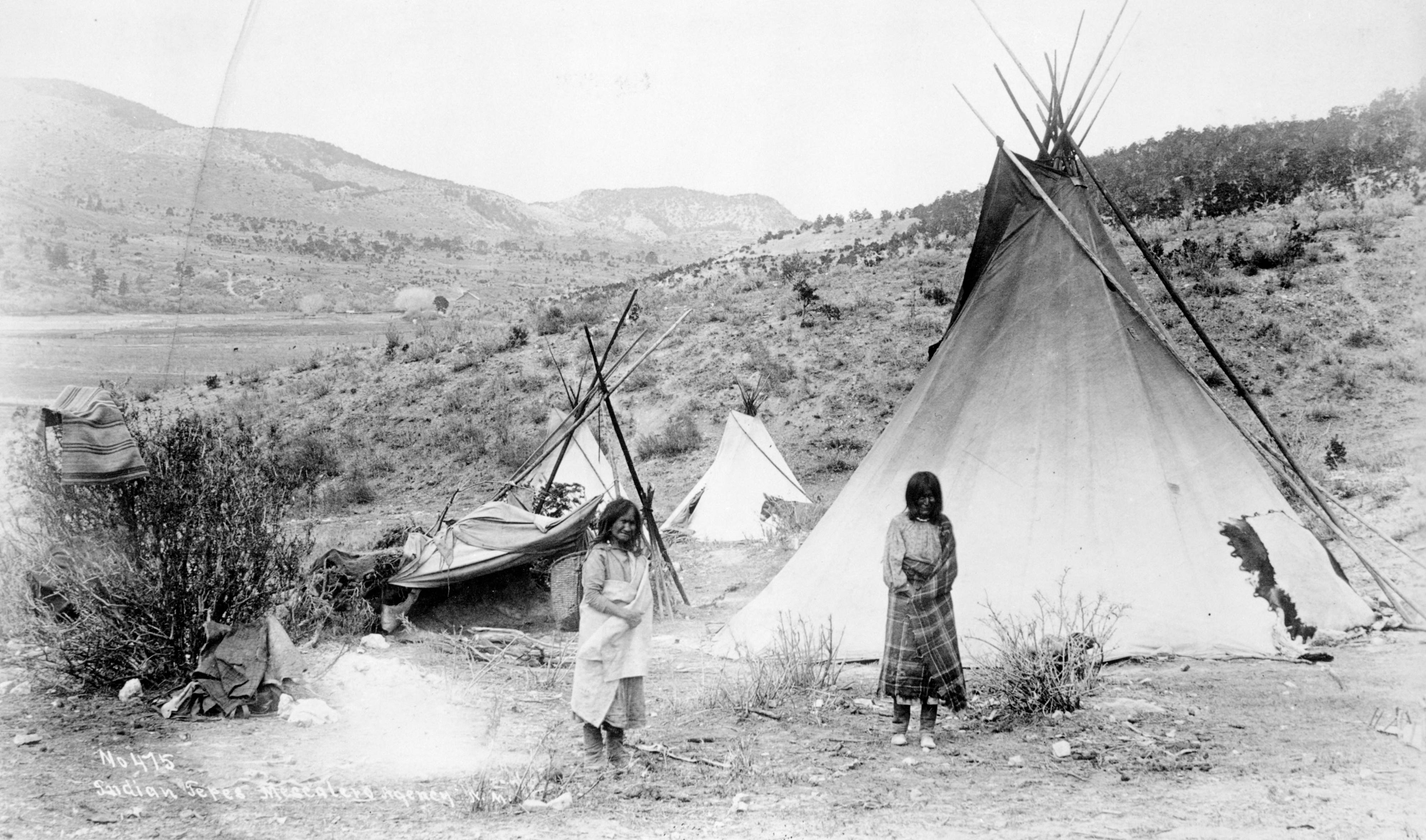
Due donne Apache Mescaleros e due tipì, 1890-1910 circa

Oltre 700 anni fa, dei gruppi di Apache seguirono delle mandrie di bisonti dalle Grandi Pianure al bacino di Tularosa. Gli Apache erano cacciatori e raccoglitori nomadi che vivevano in tende note come wigwam e tipì. Le tribù si erano distribuite in un territorio considerevole nel Nuovo Messico meridionale quando arrivarono gli esploratori europei. Difesero poi ferocemente le proprie terre natie contro l'invasione dei coloni. Le tribù Apache guidate in particolare da Victorio e da Geronimo combatterono con i coloni nel bacino e si impegnarono in battaglie militari con i Buffalo Soldier. La battaglia del bacino di Hembrillo dell'aprile del 1880 fu uno scontro militare combattuto tra gli uomini di Victorio e il 9º Reggimento di cavalleria dei Buffalo Soldiers dell'esercito degli Stati Uniti. Il campo di battaglia, situato presso il poligono missilistico delle sabbie bianche, è la prova archeologica più recente delle guerre apache (1849-1924). Il conflitto tra gli indiani e i coloni americani sui loro interessi contrastanti nel bacino si concluse infine con la rimozione forzata degli Apache dalle loro terre d'origine nella riserva indiana dei Mescaleros, i quali preservarono un'affinità culturale fortissima con il paesaggio dei loro antenati.

### Coloni europei
Benché una colonia spagnola vide la luce a nord intorno alla vicina Santa Fe, il bacino di Tularosa fu generalmente evitato fino al XIV secolo. Il bacino non aveva delle fonti d'acqua di una certa portata ed era la principale roccaforte degli Apache locali che rubavano il bestiame dagli insediamenti Pueblo e spagnoli nei dintorni. Quando gli iberici raggiunsero la regione, percorsero dei sentieri già esistenti che conducevano fino alla salina, a nord di Alkali. I coloni spagnoli avevano tracciato dei sentieri del sale in 1647, allo scopo di collegare i depositi salini con il Camino Real a El Paso del Norte (la moderna Ciudad Juárez) e le miniere d'argento a Durango. Il sale costituiva un elemento fondamentale nella lavorazione dei minerali d'argento. Per recuperare quanto occorreva, alcune volte all'anno, venivano formati dei gruppi di lavoratori che impiegavano dei carri trainati da muli con scorte militari.
Alle popolazioni ispaniche durante il periodo coloniale spagnolo e messicano fu permesso di estrarre il sale dalle saline, che erano considerate proprietà pubblica. I coloni texano-americani cominciarono a rivendicarne il possesso affinché potessero trarre profitto dall'estrazione di minerali nelle loro proprietà. Un certo James Magoffin sosteneva di vantare dei diritti sulle saline a nord del lago Lucero, ma non riuscì a riscuotere le tasse per la raccolta del sale. Nel 1854, impiegando la forza, intercettò una spedizione di raccolta del sale di ispanici da Doña Ana presso le saline e ferì mortalmente tre membri del gruppo. Come risposta a tale azione, i tribunali lo costrinsero a rinunciare alle sue rivendicazioni e ribadirono quanto precedentemente vigente in merito al libero accesso ai depositi di sale.
La prima esplorazione compiuta dall'esercito statunitense del Nuovo Messico centro-meridionale fu guidata da un gruppo di ufficiali di ingegneria topografica nel 1849. I soldati transitarono a ovest dei monti San Andres e degli Organ Mountains. Un tenente venne inviato a est, attraverso il bacino, con una squadra di ricognizione per mappare un potenziale percorso per i carri militari verso il monte Sierra Blanca.
Le famiglie ispaniche fondarono delle comunità agricole a Tularosa nel 1861 e a La Luz nel 1863. Gli abitanti del villaggio mescolavano acqua con sabbia di gesso dal campo di dune per creare dell'intonaco funzionale a irrobustire i muri di adobe delle loro abitazioni. Il colore bianco non era solo decorativo, ma consentiva di deviare meglio i raggi del sole estivo.

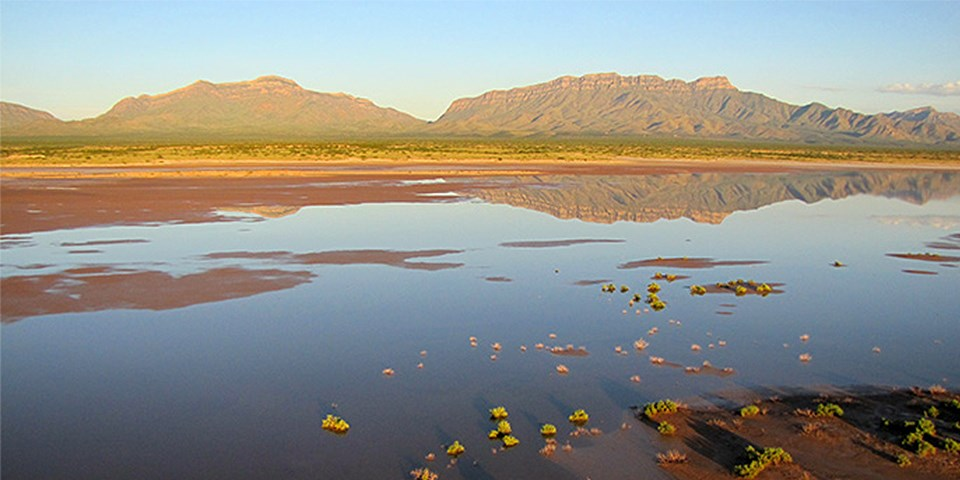
Il lago Lucero, un bacino d'acqua che si riempie soltanto in caso di significative piogge

Tra il 1880 e il 1890, un breve periodo di forti piogge favorì la ricrescita di praterie rigogliose nel bacino di Tularosa che attrassero l'attenzione di allevatori di capre, pecore e bovini, prevalentemente dal Texas. L'arrivo di grandi mandrie fece sì che chi vivesse a ridosso del bacino si occupasse prevalentemente di zootecnia per i successivi sessant'anni. Nel 1897, i fratelli Lucero, Jose, Felipe ed Estevan avviarono una propria attività di allevamento sulla sponda meridionale del lago che alla fine avrebbe portato il loro nome. Nel 1940, Felipe estese le fattorie della famiglia raggiungendo gli 81 km². Poco dopo, il National Park Service assunse il possesso delle proprietà della famiglia Lucero tramite un processo di espropriazione pubblica. Quanto ancora oggi resta delle fattorie della famiglia Lucero include dei recinti per il bestiame, l'abbeveratoio, un pozzo d'acqua e un mulino a vento caduto che i visitatori possono ammirare nel corso di un'escursione guidata da un guardaparchi al lago Lucero una volta al mese, in particolare nei mesi più freddi dell'anno.
Agli inizi del XX secolo, la scoperta di petrolio, carbone, argento, oro e altri preziosi depositi di minerali spinse molti coloni ad avanzare nei confronti del bacino di Tularosa delle rivendicazioni minerarie. Nel 1904, oltre 114 persone si professarono titolari di diritti minerari in un'area vasta 42 km² e poco distante dal lago Lucero; tuttavia, solo pochissime di queste richieste trovò effettivo sbocco. La Eddy's Soda Prospect, sviluppata dagli stessi fratelli Eddy che avevano fondato la ferrovia El Paso and Northeastern e la città di Alamogordo, era un'operazione di recupero minerario per l'estrazione di glauberite lungo la sponda meridionale del lago Lucero. Nel 1907, J.R. Milner e Bill Fetz costruirono un impianto di betonaggio di solfato di calcio lungo il margine meridionale delle dune. L'operazione prevedeva la perforazione di lunghi pozzi nelle dune e l'estrazione di gesso da cuocere durante la notte per trasformarlo in intonaco. Nonostante il successo, l'istituzione del monumento nazionale coincise con la chiusura definitiva dell'impianto.

### Monumento nazionale

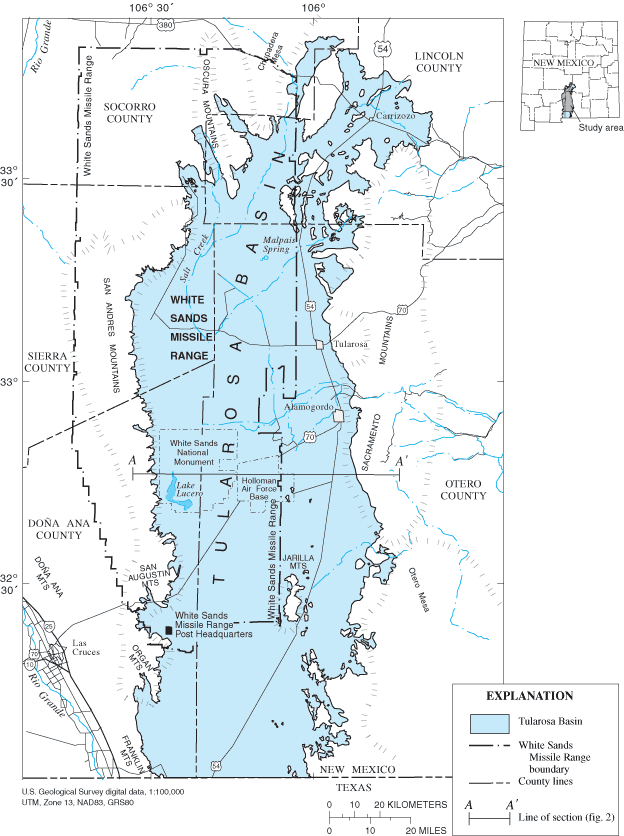
Il bacino di Tularosa con il parco vicino al centro, sul lato occidentale

L'idea di istituire un parco nazionale per proteggere la formazione di sabbie bianche risale al 1898, quando alcuni cittadini di El Paso proposero la creazione del parco nazionale dei Mescaleros. Il piano fallì perché avrebbe dovuto accorpare una riserva di caccia, una condizione questa in contraddizione con l'idea di conservazione sostenuta dal Dipartimento degli Interni.
Dal 1912 al 1922, Albert B. Fall, un senatore del Nuovo Messico, in seguito nominato segretario degli Interni, e proprietario di un grande ranch a Three Rivers a nord-est del campo di dune, promosse quattro diverse proposte di legge al Congresso per un parco nazionale nel bacino di Tularosa. Il piano definitivo di Fall fu chiamato "All-Year National Park", poiché sarebbe stato aperto tutto l'anno, a differenza dei parchi più a nord. Il disegno di legge includeva quattro aree geograficamente separate e diverse, da amministrare come un unico parco nazionale. Le aree proposte includevano una porzione panoramica di 8,1 km² della riserva indiana di Mescalero, 2,6 km² del campo di dune e altrettanti di un'area vulcanica a settentrione chiamata Carrizozo Malpais e i limiti della riserva di Elephant Butte a ovest, oltre ai monti San Andres. Stephen Mather, l'allora direttore del National Park Service, ha criticato la proposta in quanto aveva «confini sconnessi, assenza di scenari spettacolari e piani di gestione discutibili». La National Parks Association e l'Indian Rights Association promossero una campagna contro il disegno di legge di Fall, principalmente a causa dell'appropriazione di terreni delle riserve indiane e perché avrebbe potuto creare un precedente di uso industriale all'interno dei parchi. Il disegno di legge fallì al Congresso e Fall si dimise nel 1923 durante lo scandalo Teapot Dome.
Durante gli anni Venti, un uomo d'affari di Alamogordo di nome Tom Charles promosse i potenziali benefici economici della protezione della formazione di sabbie bianche. Charles mobilitò abbastanza supporto locale per la costruzione di una strada statale migliorata tra Las Cruces e Alamogordo (la moderna U.S. Route 70), passando per il margine meridionale del campo di dune. Egli esercitò delle pressioni affinché esse venissero dichiarate parco nazionale, ma il senatore Bronson M. Cutting, che aveva influenza sul presidente Herbert Hoover, gli consigliò che sarebbe stato molto più facile ottenere lo status di monumento nazionale.
Il 18 gennaio 1933, il presidente Hoover designò le sabbie bianche come monumento nazionale, rispettando le normative per l'istituzione sancite dall'Antiquities Act del 1906. L'inaugurazione ufficiale e la cerimonia di riconoscimento avvennero in data 29 aprile 1934. Tom Charles venne nominato come primo custode del monumento, e il primo concessionario nel 1939, operante con la designazione White Sands Service Company.
Il centro visitatori e una vicina stazione di ristoro, tre residenze per i guardaparchi e tre edifici di manutenzione furono costruiti in mattoni di adobe come progetto della Works Progress Administration iniziato nel 1936 e completato nel 1938. Gli otto edifici originali in adobe e altre strutture vicine sono stati designati come distretto storico quando sono stati aggiunti al registro nazionale dei luoghi storici nel 1988. Gli architetti principali erano Lyle E. Bennett e Robert W. Albers, che progettarono altresì insieme gli edifici del NPS presso i monumenti nazionali di Casa Grande e Bandelier. Bennett realizzò inoltre altri lavori sia nel parco nazionale della foresta pietrificata sia in quello di Mesa Verde.

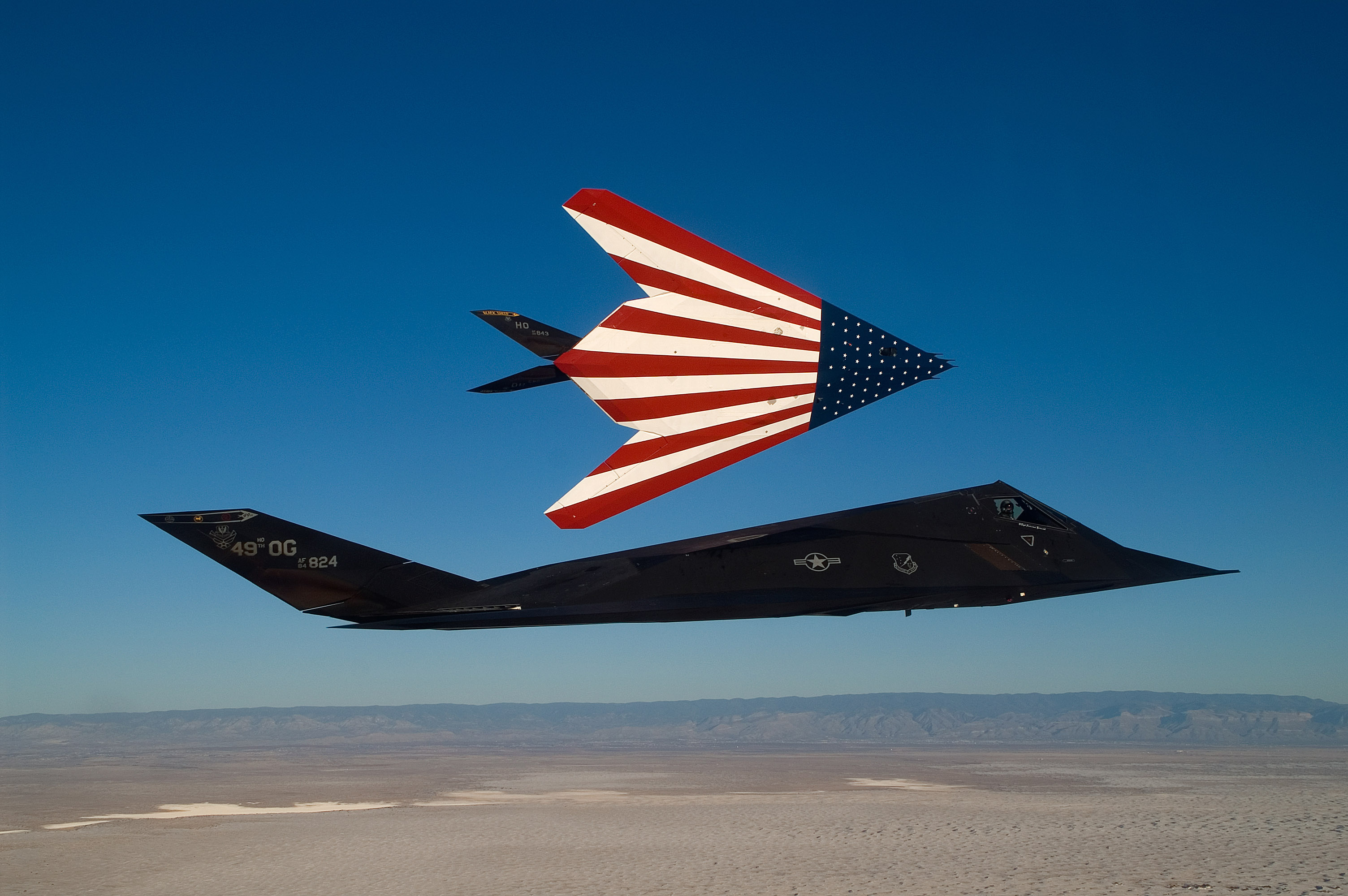
Un F-117 in volo sulle sabbie bianche durante una cerimonia di pensionamento in Ohio. La base aerea di Holloman fu la sua base operativa dal 1992 al 2008

Il parco è completamente circondato dalle installazioni militari del poligono missilistico delle sabbie bianche e della base aerea di Holloman, e ha sempre avuto un rapporto difficile con l'esercito. I due centri videro la luce dopo il bombardamento di Pearl Harbor nel 1941, ma le operazioni continuarono dopo la seconda guerra mondiale e durante la guerra fredda. Spesso i missili vaganti cadevano all'interno dei confini del parco, distruggendo occasionalmente alcune delle aree riservate ai visitatori. I sorvoli da Holloman nuocevano all'amenità della zona, ma ciò non impedì che le missioni proseguissero e che si procedesse a delle chiusure della zona protetta in occasione di test missilistici.
Tra il 1969 e il 1977, vennero liberati 95 orici beisa (Oryx beisa) nel poligono di tiro e nelle aree adiacenti del bacino di Tularosa dal dipartimento della caccia e della pesca del Nuovo Messico a scopo di caccia. Non avendo predatori naturali, l'orice si è ambientato ovunque nel parco, finendo per entrare in contrasto con le specie autoctone per la ricerca di fonti nutritive. Migliaia di orici risiedono attualmente nel poligono missilistico, sebbene dal 1974 siano state effettuate delle bande di caccia annuali per tenere sotto controllo la popolazione. Il National Park Service, preoccupato per gli effetti negativi sulle piante e sugli animali autoctoni all'interno del parco, ha eretto una recinzione di confine lunga 108 km nel 1996 per impedire l'ingresso degli orici.
Il sempre più problematico abuso di alcolici ad opera degli studenti durante gli spring break negli anni Novanta ha portato al divieto di consumo di tali sostanze. Il possesso o il consumo di alcol resta vietato in tutto il parco dal 1º febbraio al 31 maggio.

### Potenziale patrimonio dell'umanità
Le sabbie bianche furono inserite in un elenco provvisorio di potenziali patrimoni dell'umanità il 22 gennaio 2008. I due senatori degli Stati Uniti dello stato, Pete Domenici e Jeff Bingaman, scrissero delle lettere di sostegno alla richiesta. Il rappresentante degli Stati Uniti Steve Pearce rifiutò di caldeggiare la richiesta, affermando: «Mi sentirei di dire che se il monumento delle sabbie bianche ricevesse questa designazione, prima o poi saranno esercitate delle pressioni che potrebbero fermare lo svolgimento delle operazioni militari come avviene oggi».
La situazione generò diverse polemiche nella contea di Otero, portando il 16 agosto 2007 alla presentazione alla commissione di una petizione con 1 200 firme contrarie. Nel corso dell'anno venne approvata una risoluzione di opposizione e più tardi, il 24 gennaio 2008, a seguito di un nuovo annuncio inerente all'elenco provvisorio dei potenziali siti patrimonio dell'umanità, una commissione preposta incaricò il procuratore della contea di scrivere una lettera al Segretario degli Interni, chiedendo che il monumento delle sabbie bianche venisse rimosso dall'elenco.

### Proposta di legge sui parchi nazionali

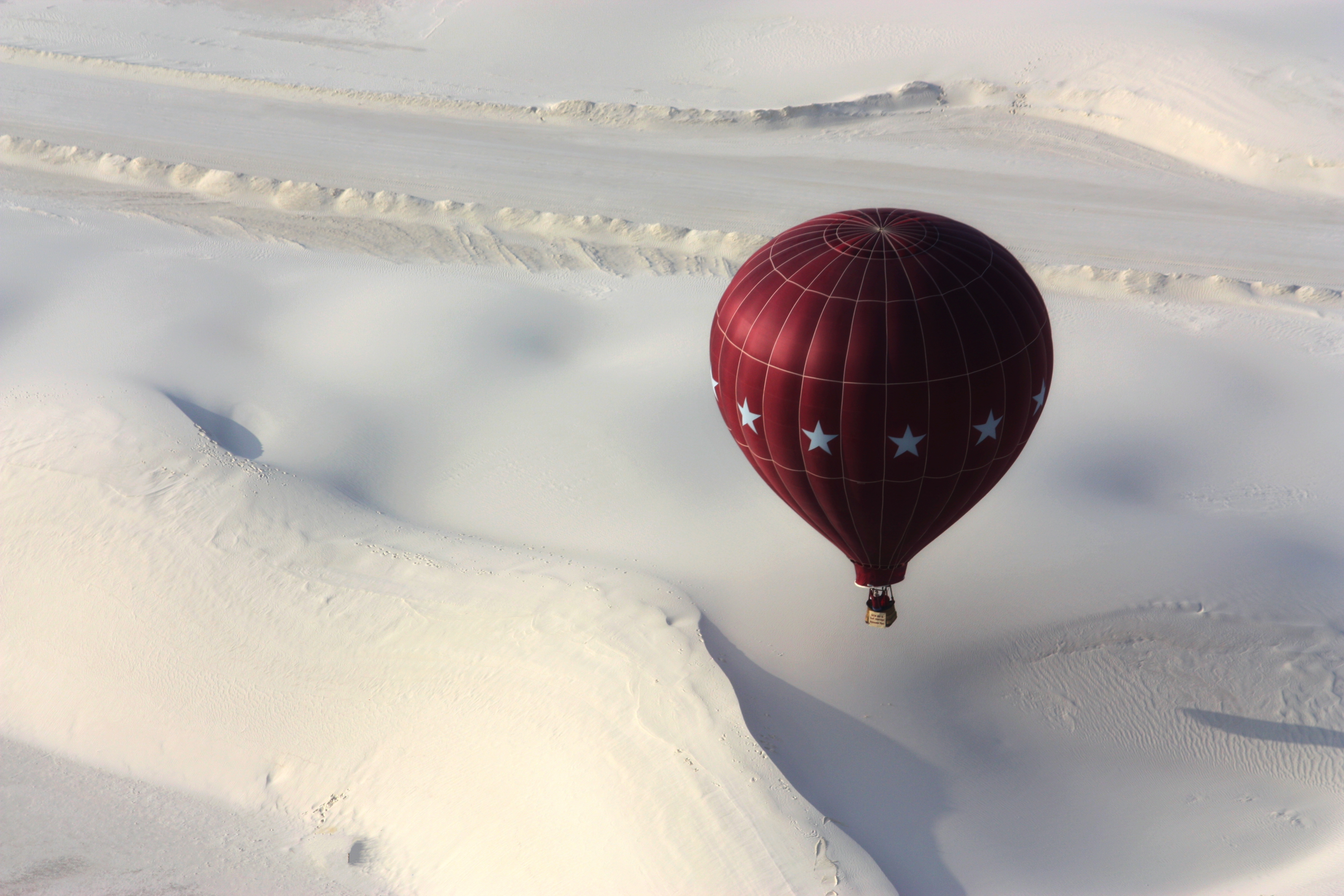
Mongolfiera sulle dune bianche nel parco nazionale

Nel maggio del 2018, il senatore democratico del Nuovo Messico Martin Heinrich presentò una bozza di legge finalizzata a designare le sabbie bianche alla stregua di un parco nazionale. Heinrich si consultò con i funzionari del monumento, il National Park Service, il poligono missilistico delle sabbie bianche, l'esercito degli Stati Uniti e la base aerea di Holloman prima che la bozza venisse presentata al Congresso. Il disegno di legge fu sostenuto da vari enti, inclusi alcuni esponenti repubblicani, ma contestato dai commissari della contea di Otero, poiché preoccupati, tra le varie ragioni, che «il cambiamento di status avrebbe impattato sulla costante produzione cinematografica locale, sia a causa di tariffe più elevate, sia a causa di una regolamentazione maggiormente stringente». I commissari sostennero però degli aggiustamenti relativi ai confini o all'aggiunta di infrastrutture aggiuntive, così come aree di campeggio e accessi stradali. Anche gli omologhi della contea di Doña Ana non vollero si frapposero alla ridesignazione dell'area come parco nazionale. La proposta sulla ridesignazione fu presentato una seconda volta il 27 marzo 2019 e a seguito dell'iter il senato approvò il provvedimento istitutivo il 16 dicembre, che fu convertito in legge da Donald Trump il 20 dicembre. Si è assistito anche a un aumento dell'area tutelata, cresciuta di 8,2 km².

### Set cinematografico
Quando erano ancora un momento nazionale, le sabbie bianche divennero sede delle riprese di varie pellicole, in origine perlopiù di genere western. Fu questo il caso de Le quattro facce del West (1948), Impiccalo più in alto (1968), Il ritorno di Harry Collings (1971), Il mio nome è Nessuno (1973), Stringi i denti e vai! (1975), e Young Guns II - La leggenda di Billy the Kid (1990). Tra i vari lungometraggi con riprese in esterni nel parco si annoverano Le miniere di re Salomone (1950), L'uomo che cadde sulla Terra (1976), White Sands - Tracce nella sabbia (1992), Transformers (2007), Transformers - La vendetta del caduto (2009), L'uomo che fissa le capre (2009), Anno uno (2009) e Codice Genesi (2010). La copertina e la traccia principale dell'album dei Wye Oak The Louder I Call, the Faster It Runs (2018) sono state realizzate presso le sabbie bianche. È stato filmato in loco anche Yoga Mind & Body (1994), con l'insegnante di yoga Erich Schiffmann e l'attrice Ali MacGraw.

## Clima
Secondo il sistema di classificazione climatica di Köppen, il parco nazionale delle sabbie bianche ha un clima continentale o clima semi-arido freddo (BSk), mentre lambisce una regione vicina caratterizzata da un clima desertico freddo (BWk). Le medie giornaliere assomigliano a quelle di un clima subtropicale umido (Cfa), sebbene la sua altitudine relativamente elevata e le precipitazioni basse causino un'escursione termica più elevata e una stagione di crescita più breve di quanto sarebbe tipico per un clima simile. La stagione di crescita dura in genere meno di sei mesi, in media dal 27 aprile al 19 ottobre.
I mesi più caldi vanno da aprile a ottobre, quando la temperatura massima media raggiunge o supera i 26 gradi centigradi e la temperatura media giornaliera è compresa tra i 16 e i 27 °C. Le temperature pomeridiane di giugno e luglio si aggirano in media intorno ai 36 °C. La temperatura più alta mai registrata è pari a 44 °C e fu attestata il 22 giugno 1981. I mesi più freddi passano da novembre a marzo, quando la temperatura minima media è inferiore a 0 °C e la temperatura media giornaliera è compresa tra i 4 e gli 11 °C, con dicembre e gennaio come periodi più freddi. La temperatura più bassa mai misurata è pari a -32 °C e fu registrata l'11 gennaio 1962.
Le precipitazioni medie annuali sono pari a 249 mm, con il mese più piovoso che è, con 48 mm, agosto. Da luglio a ottobre si registrano i maggiori giorni di pioggia in corrispondenza del monsone messicano, con una media di quattro-sette giorni al mese. Gli altri periodi dell'anno hanno una media di due o tre giorni di precipitazioni. La neve può verificarsi da novembre a marzo, con un accumulo medio di 41 mm.
| Dati climatici del parco nazionale delle sabbie bianche, valori normali 1991-2020, estremi 1939-presente | Mesi  | Mesi  | Mesi | Mesi | Mesi | Mesi | Mesi | Mesi | Mesi | Mesi | Mesi  | Mesi  | Stagioni | Stagioni | Stagioni | Stagioni | Anno  |
| Dati climatici del parco nazionale delle sabbie bianche, valori normali 1991-2020, estremi 1939-presente | Gen   | Feb   | Mar  | Apr  | Mag  | Giu  | Lug  | Ago  | Set  | Ott  | Nov   | Dic   | Inv      | Pri      | Est      | Aut      | Anno  |
| --- | ----- | ----- | ---- | ---- | ---- | ---- | ---- | ---- | ---- | ---- | ----- | ----- | -------- | -------- | -------- | -------- | ----- |
| T. max. media (°C)                                                                                       | 21,3  | 24,3  | 29,2 | 32,2 | 37,1 | 41,1 | 41,0 | 39,1 | 36,8 | 33,0 | 26,5  | 21,6  | 22,4     | 32,8     | 40,4     | 32,1     | 31,9  |
| T. media (°C)                                                                                            | 4,3   | 7,2   | 11,2 | 15,5 | 20,7 | 26,0 | 27,3 | 26,2 | 22,5 | 16,0 | 8,9   | 4,1   | 5,2      | 15,8     | 26,5     | 15,8     | 15,8  |
| T. min. media (°C)                                                                                       | −12,6 | −10,9 | −8,9 | −3,6 | 1,1  | 8,6  | 13,6 | 12,9 | 6,2  | −2,9 | −10,2 | −13,3 | −12,3    | −3,8     | 11,7     | −2,3     | −1,7  |
| T. max. assoluta (°C)                                                                                    | 26    | 29    | 33   | 36   | 40   | 44   | 43   | 43   | 40   | 36   | 31    | 29    | 29       | 40       | 44       | 40       | 44    |
| T. min. assoluta (°C)                                                                                    | −32   | −26   | −18  | −12  | −7   | 2    | 9    | 7    | −1   | −11  | −24   | −22   | −32      | −18      | 2        | −24      | −32   |
| Precipitazioni (mm)                                                                                      | 13    | 9,7   | 6,1  | 7,6  | 11,0 | 18,0 | 42,0 | 48,0 | 37,0 | 27,0 | 11,0  | 19,0  | 41,7     | 24,7     | 108,0    | 75,0     | 249,4 |
| Giorni di pioggia                                                                                        | 3,3   | 2,7   | 2,2  | 1,9  | 2,4  | 3,3  | 6,9  | 6,8  | 4,9  | 4,0  | 2,4   | 2,8   | 8,8      | 6,5      | 17,0     | 11,3     | 43,6  |
| Nevicate (cm)                                                                                            | 2     | 0     | 0    | 0    | 0    | 0    | 0    | 0    | 0    | 0,25 | 0,0   | 1,8   | 3,8      | 0,0      | 0,0      | 0,3      | 4,1   |
| Giorni di neve                                                                                           | 0,4   | 0,0   | 0,0  | 0,0  | 0,0  | 0,0  | 0,0  | 0,0  | 0,0  | 0,2  | 0,0   | 0,3   | 0,7      | 0,0      | 0,0      | 0,2      | 0,9   |

## Ambiente naturale
Oltre 600 invertebrati, 300 piante, 250 uccelli, 50 mammiferi, 30 rettili, sette anfibi e una specie di pesce abitano la zona protetta. Si contano inoltre tre mammiferi, tre rettili, un anfibio e numerosi insetti il cui colore è bianco o grigio chiaro. Almeno 45 specie sono endemiche, cioè vivono solo in questo parco, di cui 40 sono legate al gruppo delle falene; tra gli altri si contano il topo tascabile fulvo (Perognathus flavescens Apachii), il topo americano delle pianure meridionali (Neotoma micropus leucophaea), la lucertola maculata delle praterie (Holbrookia maculata ruthveni) e due tipi di rafidoforidi.

### Flora

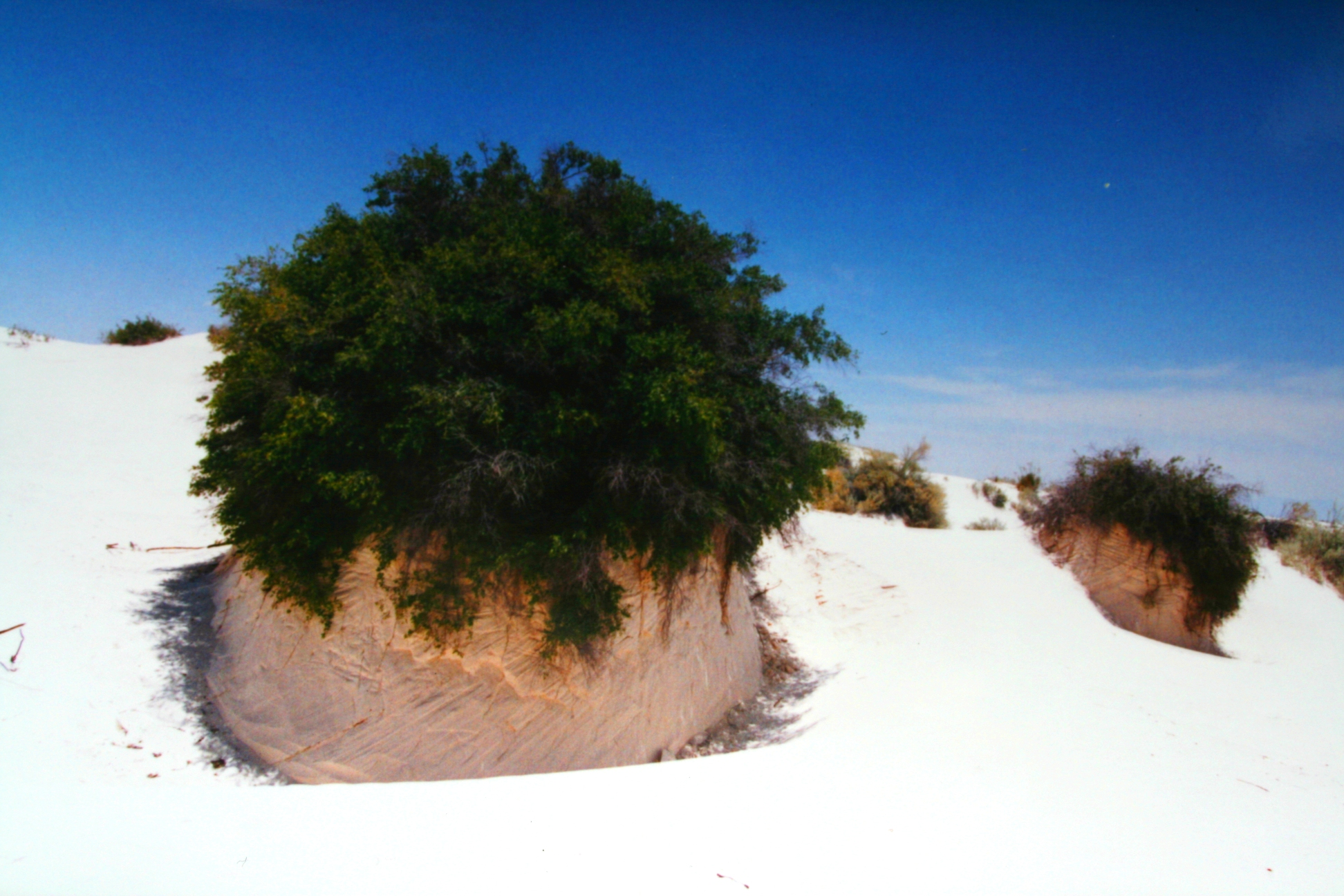
Un sommacco trifogliato (Rhus trilobata) che cresce su un'altura al di sopra delle dune di gesso

La vegetazione locale popola i bordi anteriori delle dune, offrendo sia cibo che riparo alla fauna selvatica. Gli esseri umani hanno spesso sfruttato le piante del posto, cibandosi di alcune e utilizzandone altre per realizzare tessuti e medicine. I nativi americani tessevano stuoie con le foglie d'erba più spesse e consumavano alcuni semi. La flora del parco deve accontentarsi di poche sostanze nutritive per sopravvivere in un terreno alcalino come quello locale. Le piante che più resistono alla siccità sono in grado di sopravvivere a temperature che oscillano da sotto lo zero a oltre 38 °C, a seconda della stagione. Molte di esse tollerano anche l'alta concentrazione di sale, mentre le erbe gisofile prosperano in queste condizioni.
La cholla a canna (Cylindropuntia imbricata) e altri tipi di cactus, così come le piante succulente del deserto come la yucca a tronco sottile (Yucca elata), sono in grado di immagazzinare acqua durante le estati calde e gli inverni secchi, fiorendo in primavera. Varie specie di erbe a basso e medio fusto come lo sporobolo alcalino (Sporobolus airoides) e l'erba del pane indiana (Oryzopsis hymenoides), oltre ad aver sviluppato un'alta tolleranza nei confronti delle proibitive condizioni climatiche, garantiscono sostentamento per molti animali di piccola taglia, come i topi tascabili fulvi e i ratti canguro. I semi di tali erbe risultano ricchi di proteine e spesso vengono accumulati nelle piccole tane sotterranee realizzate da molti roditori. I nativi americani sfruttavano molte caratteristiche della yucca a tronco sottile. Gli steli giovani dei fiori sono ricchi di vitamina C, mentre i baccelli dei fiori possono essere bolliti o arrostiti. Le fibre delle foglie venivano usate per la fabbricazione di corde, stuoie, sandali, cesti e tessuti grezzi. Le radici venivano tagliate e bollite per produrre sapone per lavare capelli, coperte e tappeti.
Tra gli altri vegetali si registrano il sommacco trifogliato (Rhus trilobata), il pioppo del Rio Grande (Populus deltoides wislizeni), la menta del deserto (Poliomintha incana), l'abronia a foglie strette (Abronia angustifolia), l'efedra triforcata (Ephedra trifurca) e il cereus dai fiori rossi (Echinocereus triglochidiatus), il cui frutto è tra i più dolci tra tutte le
piante del deserto. Gli indiani d'America usavano la menta del deserto per insaporire i cibi e l'abronia a foglie strette come leggero sedativo. Utilizzavano le bacche di sommacco trifogliato per preparare una bevanda aspra, mentre gli steli flessibili venivano usati per costruire delle ceste o delle funi. I rami del sommacco contengono tannino, utile per produrre coloranti, e le sue foglie venivano usate come astringente per curare punture, morsi, eruzioni cutanee e scottature. Il frutto della cholla può essere mangiato crudo o cotto, mentre i suoi boccioli di fiori venivano usati come diuretico, e dalle sue radici si ricavava un tonico per capelli. I pezzi dei rami e della corteccia dei pioppi venivano intrecciati in cesti. I boccioli e i fiori dell'albero risultano commestibili, e la sua corteccia veniva usata per curare contusioni, stiramenti e distorsioni. Un tè fatto con la corteccia del pioppo agisce alla stregua di un antinfiammatorio e di un diuretico leggero. La pianta di efedra triforcata contiene, come si desume agevolmente dal nome, tracce di efedrina, che è uno stimolante e decongestionante efficace nel contrastare i sintomi del comune raffreddore.

### Fauna

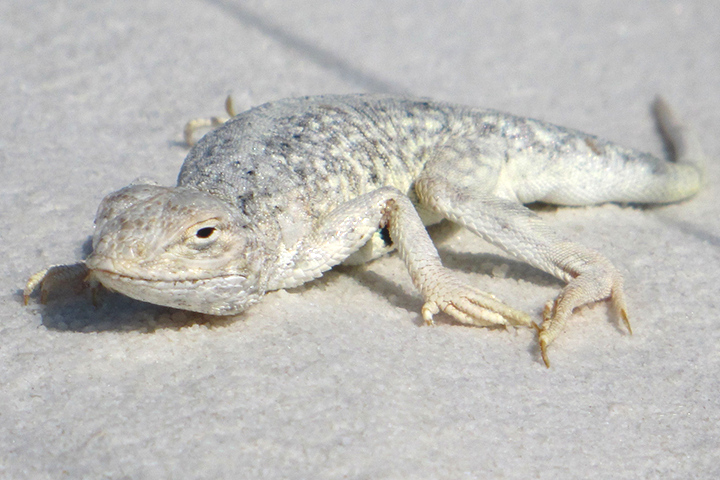
La lucertola maculata delle praterie (Holbrookia maculata ruthveni) è in grado di sentire suoni anche a una certa distanza, malgrado non abbia aperture auricolari esterne

Più di 800 specie animali abitano il parco, molte delle quali notturne. In molte hanno sviluppato mezzi di sopravvivenza assai particolari in questo ambiente ostile, che hanno permesso loro di prosperare in una località pressoché priva di acqua in superficie e delle falde acquifere altamente mineralizzate. Alcune specie che abitano le dune hanno gradualmente cambiato colore nel corso di secoli di evoluzione, diventando sostanzialmente più chiare rispetto ai loro "cugini" altrove e risultando endemiche. Il topo tascabile fulvo, la lucertola maculata delle praterie, il Daihiniodes larvale, il ragno litorale (Arctosa littoralis) e specie di falene tra cui la Protogygia whitesandsensis e la Givira delindae figurano fra gli animali bianchi stanziali nel campo dunale. Gli esseri viventi più chiari si mimetizzano meglio con l'ambiente bianco rispetto a quelli scuri, riuscendo meglio a sfuggire ai predatori e potendo così riprodursi.
Gli invertebrati formano il gruppo più amoio e superano in termini numerici le 600 specie, di cui le più variegate risultano i ragni, i vespidi, i coleotteri e le falene. Le specie di ragni includono la saltatrice apache (Phidippus apacheanus), la licosa di Rafaela (Geolycosa rafaelana), il ragno delle gallerie (Agelenopsis longistylus), alcuni tipi di tarantole e la vedova nera occidentale (Latrodectus hesperus). Altre specie di aracnidi includono lo scorpione delle sabbie (Paruroctonus utahensis) e alcuni esemplari legati al la famiglia degli Eremobates. Fra gli insetti figurano la falena sfinge colibrì (Hyles lineata), la tegeticula elatella, la libellula sbiancata, la vespa tarantola (Pompilidae), la mantide minore (Litaneutria minor), la paropomala pallida, la diapheromera velii, la formica mietitrice Maricopa (Pogonomyrmex maricopa) e vari tipi di tenebrionidi. La formica mietitrice Maricopa vive in gran parte degli Stati Uniti sud-occidentali e si ritiene il suo sia il veleno di insetto più tossico al mondo. Gli esseri umani possono provare fino a quattro ore di dolore intenso, mentre l'equivalente di dodici punture di formica è in grado di uccidere un ratto di 2 kg.
Sulla base di studi conclusi nel novembre del 2019, sono state registrate 246 specie di uccelli, tra cui trogloditidi, tordi e corvidi, oltre a specie più grandi come i corridori della strada (Geococcyx californianus) e rapaci. Si annoverano quattordici specie tra quelle che, per così dire, vengono definite comuni, ovvero possono essere scorte quotidianamente ma non in grandi numeri, mentre le altre possono essere intraviste solo poche volte al mese, all'anno o addirittura poche volte nel giro di un lustro. Tra le specie più comunemente osservate rientrano la tortora luttuosa (Zenaida macroura), l'avvoltoio collorosso (Cathartes aura), la poiana di Swainson (Buteo swainsoni), la poiana codarossa (Buteo jamaicensis), il pigliamosche grigiastro (Myiarchus cinerascens), il corvo del Chihuahua (Corvus cryptoleucus), il corvo imperiale (Corvus corax), il mimo settentrionale (Mimus polyglottos), il ciuffolotto messicano (Haemorhous mexicanus), il passero di Brewer (Spizella breweri), il passero dal petto nero (Amphispiza bilineata), il passero corona bianca (Zonotrichia leucophrys) e la gracula codalunga (Quiscalus mexicanus). Gli scriccioli dei cactus (Campylorhynchus brunneicapillus) hanno una lunga striscia bianca sopra gli occhi, un gruppo di macchie nere sul petto ed emettono un richiamo vagamente stridulo. Costruiscono i loro nidi nei cactus e si nutrono saltando sotto gli arbusti a caccia di insetti o ricercandoli nelle griglie del radiatore delle auto parcheggiate. Di solito gli uccelli vengono osservati nelle aree vegetate del parco, lontane dal cuore del campo di dune, principalmente vicino al centro visitatori e ai margini del campo di dune, nonché al lago Lucero, sebbene sia aperto al pubblico solo una volta al mese con visita guidata.
La maggior parte dei mammiferi del bacino di Tularosa si è adattata alle estati calde restando nelle proprie tane fino a sera. I visitatori possono scorgere delle serie di impronte lungo le dune, a testimonianza delle battute notturne di caccia compiute dagli animali notturni. I carnivori includono il coyote (Canis latrans), la lince rossa (Lynx rufus), il tasso (Canis latrans) e la volpe pigmea (Vulpes macrotis). I lagomorfi comprendono il silvilago del deserto (Sylvilagus audubonii) e la lepre dalla coda nera (Lepus californicus), con quest'ultima in grado di raggiungere negli scatti persino i 64 km/h. I roditori includono l'ursone (Erethizon dorsatum), i geomidi, il topo tascabile fulvo (Perognathus flavescens) e il ratto canguro di Merriam (Dipodomys merriami), i quali possono saltare fino a tre metri di altezza quando sono spaventati, nonostante in termini di dimensioni misurino soltanto 13 cm e abbiano una coda che misura 20 cm. Il pipistrello pallido (Antrozous pallidus) mangia insetti volanti come altri pipistrelli, sebbene la maggior parte del cibo di cui si nutre lo procaccia camminando a terra. Nel parco sono state osservate anche altre quattro specie di pipistrelli, sebbene il pipistrello pallido sia l'esemplare più comune e tende ad appollaiarsi sotto le gronde del centro visitatori durante l'estate.
Analizzando i rettili, tra le lucertole più comuni si annoverano la lucertola maculata delle praterie (Holbrookia maculata ruthveni), la lucertola delle sabbie bianca (Aspidoscelis gypsi – una specie bianca che stacca la coda come strategia di fuga), la lucertola delle praterie delle sabbie bianche (Sceloporus cowlesi) e la lucertola comune a macchie laterali ((Uta stansburiana); i serpenti più comuni, peraltro tutti velenosi, comprendono invece il Masticophis flagellum, il Pituophis catenifer affinis, il crotalo verde (Crotalus viridis), il crotalo adamantino occidentale (Crotalus atrox) e il massasauga del deserto (Sistrurus tergeminus edwardsii), una variante dei crotali. L'unica specie di tartaruga stanziale è la tartaruga scatola del deserto (Terrapene ornata luteola).
Il parco è popolato da sette specie di anfibi, tra cui tre di rospo, ossia il rospo delle grandi pianure (Anaxyrus cognatus), il rospo occidentale (Spea bombifrons) e il rospo macchiato di rosso (Anaxyrus punctatus). Si contano poi tre tipi di scafiopodidi: il rospo della vanga di Couch (Scaphiopus couchii), il rospo della vanga fronte bombata (Spea bombifrons) e il rospo della vanga multiplo (Spea multiplicata), ognuno dei quali dotato di uno strato di epidermide duro e dal colorito scuro nella parte inferiore di ogni zampa posteriore, al fine di scavare meglio nel terreno e scongiurare perdite di liquidi, oltre a consentire una più rapida fuga dai predatori. Si conta infine una specie di caudati, la salamandra tigre occidentale (Ambystoma mavortium).
Il ciprinodonte di Tularosa (Cyprinodon tularosa) è l'unica specie ittica endemica del bacino di Tularosa, oltre a essere peraltro la sola a vivere nella regione. Dotato di occhi scuri, presenta squame argentate e ha delle dimensioni comprese tra i 44 e i 64 mm di lunghezza.

## Paleontologia

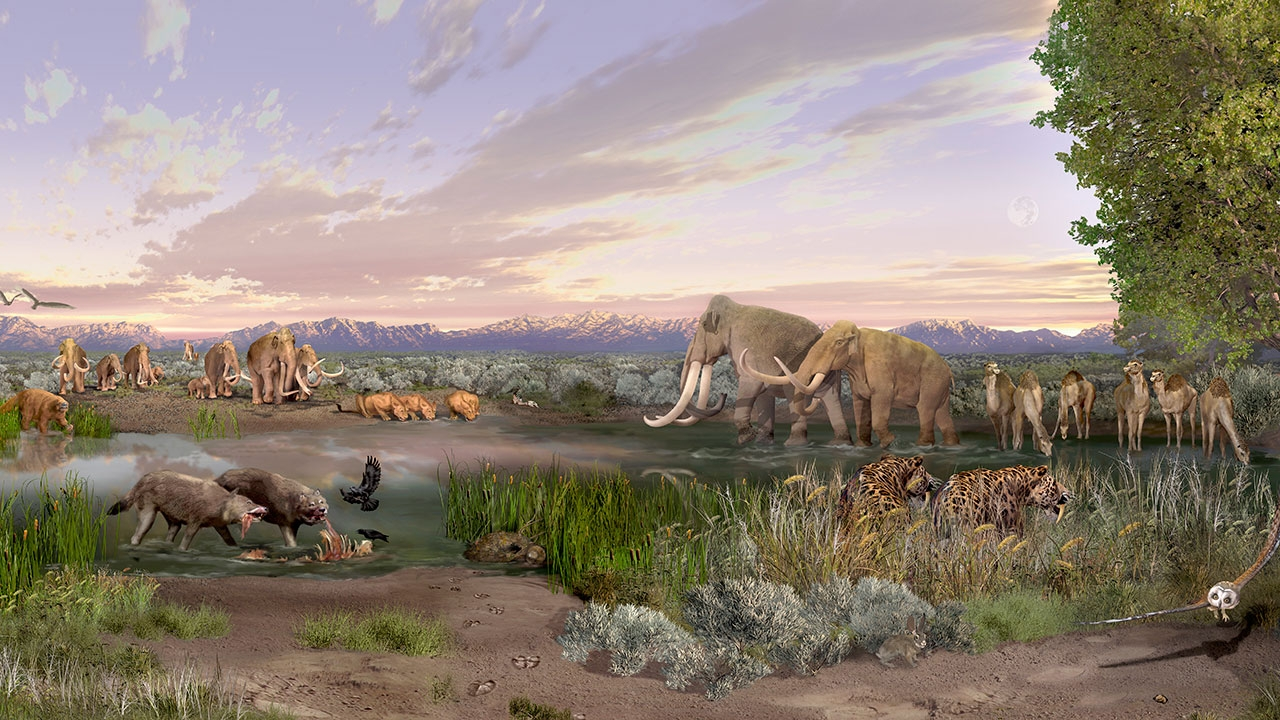
Una mandria di mammut colombiani, un bradipo terricolo (sullo sfondo a sinistra), degli enocioni (in primo piano a sinistra), dei leoni americani (centro/sfondo a sinistra), dei Camelops (sullo sfondo a destra) e delle tigri dai denti a sciabola (in primo piano a destra, tra le canne) si radunano presso una fonte d'acqua

Prima che il Pleistocene si concludesse circa 12 000 anni fa, il paesaggio presso il bacino di Tularosa era caratterizzato da vasti laghi, ruscelli e praterie. Il clima appariva più umido e più fresco, oltre che maggiormente piovoso e nevoso rispetto al presente. Il lago Otero era uno dei maggiori del sud-ovest, con una superficie di 4 144 km², ossia più dell'intera regione della Valle d'Aosta e qualche centinaio di chilometri in meno rispetto al Molise.
Il bacino brulicava di vita, tra cui grandi mammiferi dell'era glaciale che vivevano sulle rive del lago Otero e nelle praterie circostanti. Nello specifico, è verosimile che vi transitassero e vi stanziassero specie quali il mammut colombiano, il bradipo terricolo, l'encione, il leone americano, i Camelops e la tigre dai denti a sciabola (malgrado il nome, non si trattava però di uno stretto parente delle tigri). Per via del loro peso corporeo, il quale comprimeva l'argilla bagnata e il gesso, gli animali hanno lasciato delle impronte fossili mentre camminavano sulle rive fangose del lago Otero. Tuttavia, le fragili tracce conservate nella regione soffrono terribilmente l'attività eolica, tanto da finire per scomparire nel giro di soli due anni.
Lungo il fondale del lago ormai prosciugato si trovano tracce di antichi cammelli e mammut colombiani. Le impronte fossilizzate sembrano raccogliersi attorno ad antiche pozze d'acqua. Per 80 anni, nel parco è stata trovata solo uno sparuto gruppo di impronte fossili; tuttavia, un gruppo di scienziati ha notato delle macchie scure che punteggiavano la distesa del fondale del lago e che sembravano impronte. Dopo il 2010, sono state scoperte impronte di un enocione accanto a semi antichi risalenti a più di 18 000 anni fa. Nel parco sono state trovate anche impronte fossili di bradipi terricoli. A volte si trovano impronte di esseri umani vissuti nel Paleolitico in concomitanza con gli animali dell'era glaciale. Una serie di impronte, in particolare, svela l'inseguimento di bradipi. I paleo-umani che vivevano nel bacino di Tularosa non hanno lasciato altre prove del loro passaggio. Sebbene nelle zone circostanti siano stati rinvenuti frammenti di pietra provenienti dalla fabbricazione di utensili, punte di freccia e punte di lancia, si tratta di manufatti di esseri umani vissuti dopo l'era glaciale. Nel fondale del lago si fa estrema fatica a rintracciare un qualche manufatto risalente a un'epoca antecedente all'esplorazione spagnola del XVI secolo. In uno studio sugli affioramenti svelati dal lago Otero nel 2021, Bennett et al. hanno attestato la presenza di numerose impronte umane risalenti a circa 23 000-21 000 anni fa, che forniscono una forte prova di tracce umane ben antecedenti alla cultura Clovis.

### Carnivori

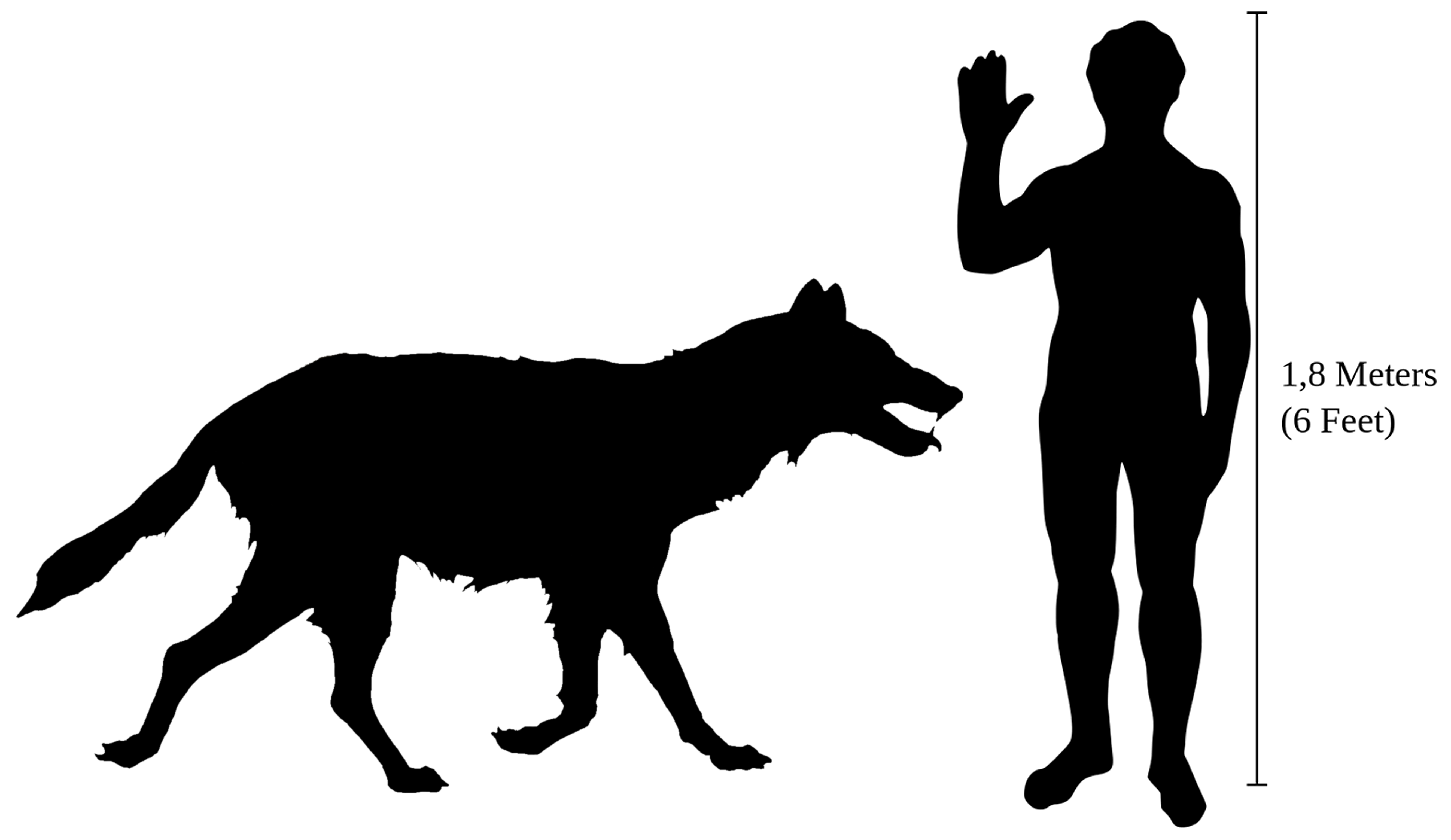
Confronto delle dimensioni tra un enocione e un essere umano

È noto che gli enocioni vivevano nel Nord e nel Sud America durante il Pleistocene. Con un'altezza pari a 80-85 cm e un peso tra i 60 e i 68 kg, avevano più o meno le medesime dimensioni dei moderni lupi grigi, pur essendo dotati di una corporatura più robusta e muscolosa. Dotati di mascelle più potenti rispetto ai lupi moderni, probabilmente cacciavano in branco, nutrendosi anche di grosse prede quali cavalli e bisonti.
Durante il Pleistocene, i grandi felini popolavano ogni angolo del mondo, compreso dunque il Nord America. I leoni del Nuovo Mondo, in particolare, erano alti 1,2 m e pesavano oltre 230 kg, con zampe lunghe e sottili funzionali a inseguire le prede. Di solito tendevano agguati ad animali come cervi, cammelli, bradipi, bisonti e giovani mammut. Le tigri dai denti a sciabola, celebri nell'immaginario collettivo per via dei loro enormi canini che potevano raggiungere i 17-20 cm di lunghezza, solevano cacciare grandi prede quali bradipi, bisonti e cuccioli di mammut. Con un'altezza di circa un metro e un peso fino a 340 kg, la loro corporatura era agile e robusta e, secondo alcune evidenze fossili, non si può escludere che attaccassero in branco.

### Erbivori

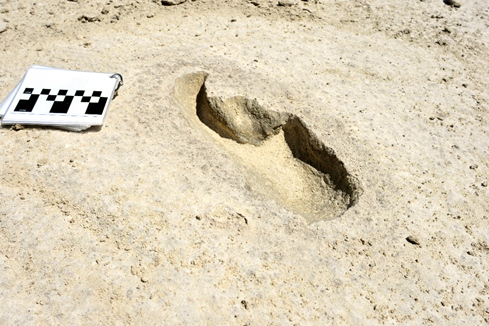
Impronte fossili di un Harlan's ground sloth

I mammut colombiani raggiungevano gli oltre quattro metri di dimensione e pesavano tra gli 8 000 e i 10 000 chilogrammi. Disponevano di grosse zanne e denti scanalati per mangiare piante come i moderni elefanti. Questi mastodontici erbivori probabilmente non avevano molti peli, a differenza dei mammut lanosi, evolutisi in latitudini più fredde. I mammut colombiani popolavano un'area che andava dal Canada al Nicaragua e all'Honduras.
I cammelli sono comunemente associati all'Africa, sebbene siano originari del Nord America. L'antico cammello occidentale probabilmente assomigliava ai moderni dromedari con una gobba, sebbene con zampe maggiormente lunghe, alti di solito oltre due metri alla spalla. I cammelli erano erbivori opportunisti, che pascolavano su grandi aree e lasciavano impronte distintive.
I bradipi terricoli sono gli antichi parenti dei bradipi arboricoli di oggi, degli armadilli e dei formichieri. Il bradipo terricolo di Shasta era più piccolo dei parenti moderni, alto tre metri quando era in posizione eretta e pesante più di 1 000 kg. Questi erbivori giganti avevano un'andatura lenta e ondeggiante e lasciavano impronte a forma di fagiolo, create quando le loro zampe posteriori ruotavano verso l'interno durante la camminata. Alcune impronte del bradipo di terra sembrano bipedi, probabilmente a causa delle grandi zampe posteriori che coprono le tracce delle zampe anteriori più piccole. Tali tracce sono state talvolta associate alle potenziali tracce di un essere umano gigante.

## Turismo

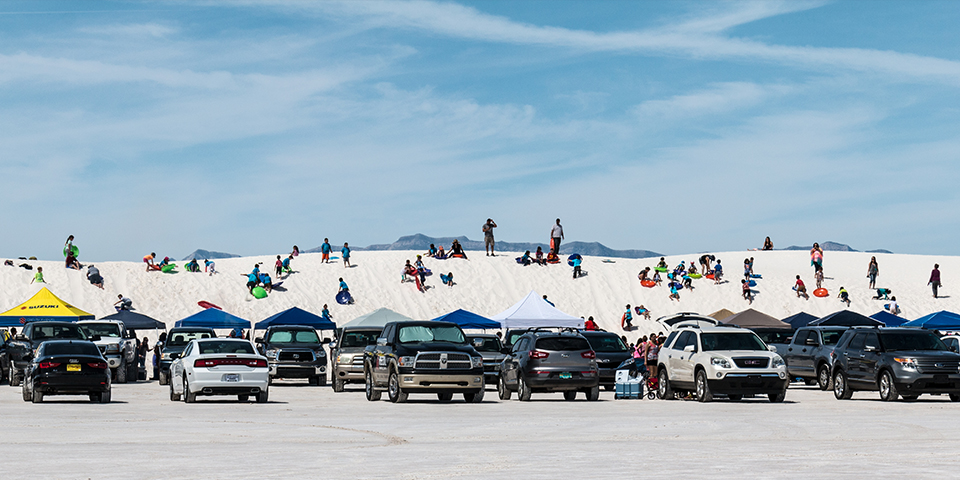
Visitatori che slittano lungo le dune

Il parco nazionale delle sabbie bianche è il sito gestito dal National Park Service più visitato del Nuovo Messico, con circa 600 000 visitatori ogni anno. Nel secondo anno di pandemia di COVID-19, l'area protetta ha fatto registrare più di 780 000 visitatori tra gente del posto e turisti. In molti giungono durante i mesi più caldi, da marzo ad agosto, ma gli appassionati di slitta e i fotografi sono presenti un po' durante tutto l'anno. Marzo e luglio coincidono con i mesi maggiormente più affollati, con oltre 60 000 visitatori in media, ovvero circa 2 000 al giorno, mentre da novembre a febbraio si registra il minor numero, con meno di 30 000 persone al mese, ovvero meno di 1 000 al giorno.
Il Dunes Drive è un percorso lungo 13 km che conduce dal centro visitatori all'ingresso del parco. Sono disponibili tre aree picnic, nonché una zona campeggio nell'entroterra con dieci punti per il campeggio notturno nel campo di dune. Sono cinque i sentieri dotati di segnaletica, per un totale di 14 km, che consentono ai visitatori di esplorare le dune a piedi. Le visite condotte dai guardaparchi e le passeggiate nella natura si svolgono in vari periodi e mesi durante l'anno. È consentito compiere delle camminate intorno al tramonto, mentre le escursioni al lago Lucero sono permesse una volta al mese, da novembre ad aprile, e le escursioni con la luna piena da aprile a ottobre durante la sera prima della luna piena. Il parco partecipa al Programma Junior Ranger, garantendo varie attività specifiche a seconda delle fasce d'età.
Sia il parco che la U.S. Route 70 tra Las Cruces e Alamogordo sono soggetti a chiusura per motivi di sicurezza quando vengono condotte delle esercitazioni presso il poligono missilistico delle sabbie bianche intorno al parco. Anche Dunes Drive viene resa temporaneamente inaccessibile per la durata di tre ore in quelle occasioni. Il personale del parco viene solitamente avvisato con due settimane di anticipo sui test programmati; tuttavia, si è verificato qualche caso in cui la notifica venisse ricevuta dall'ente gestore soltanto ventiquattro ore prima di un'esercitazione nel poligono. Tutte le attività, tra cui equitazione, campeggio nell'entroterra, escursionismo, slittino e guida su Dunes Drive vengono vietate durante tutti i test missilistici. Secondo uno studio compiuto dal National Park Service, nel 2020 i visitatori hanno speso, includendo nel dato anche le principali città vicine, circa 22,5 milioni di dollari e hanno fatto registrare oltre 360 000 pernottamenti in più nel 2021.